# The Beach Bum
The Beach Bum es una película estadounidense de comedia, escrita y dirigida por Harmony Korine. Es protagonizada por Matthew McConaughey, Snoop Dogg, Isla Fisher y Jimmy Buffett, con Zac Efron y Martin Lawrence. La trama sigue las aventuras del poeta Moondog (McConaughey) en los Cayos de Florida y sus alrededores, mientras intenta terminar su nueva novela, por el respeto de su hija y su parte del patrimonio de su esposa.
The Beach Bum tuvo su estreno mundial en South by Southwest el 9 de marzo de 2019 y fue estrenado en cines en Estados Unidos el 29 de marzo de 2019, por Neon. La película recibió críticas mixtas de los críticos, algunos la llamaron "alegre" y otros la describieron como un "error épico", aunque la actuación de McConaughey recibió elogios casi universales.

## Argumento
El poeta Moondog vive un estilo de vida hedonista y pseudo-nómada en los Cayos de Florida y sus alrededores mientras trabaja lentamente en su nuevo libro y disfruta de la vida como una leyenda local a pesar de la opinión común de que ya pasó su mejor momento. Sus escapadas son financiadas por su rica esposa Minnie, ante la desaprobación de su hija Heather y su agente Lewis. Moondog coquetea y engaña a varias mujeres con las que se encuentra en sus viajes, mientras que Minnie tiene una apasionada aventura con el amigo de Moondog, el cantante de R&B Lingerie.
Después de llegar tarde a la boda de Heather en Miami , Moondog anda a tientas al novio, Frank, frente a la audiencia. Más tarde, durante una charla sobre el comportamiento grosero de Moondog, Minnie le confiesa su aventura a su hija (de la que Moondog no tiene conocimiento). Mientras tanto, Lingerie le muestra a Moondog una potente variedad de cannabis , endémica de un estanque aislado en Jamaica, del cual afirma ser responsable de su éxito.
Durante la recepción, Moondog suaviza las cosas con Heather y Frank mientras cortan el pastel. Más tarde, ve a Minnie y Lingerie besándose y, en estado de shock, nada en una fuente y luego se escapa. Minnie rastrea a Moondog en un bar local, y los dos disfrutan de una noche de karaoke y baile intoxicados, culminando con Minnie conduciendo borrachamente hacia el tráfico que se aproxima. Moondog escapa con heridas leves, pero Minnie muere en el hospital poco después.
La mitad de la herencia de Minnie va a Heather, mientras que la mitad de Moondog se congela y se coloca bajo el control de Heather; ella se lo otorgará una vez que demuestre que puede madurar y terminar su novela. En represalia, y debido a la negativa de Lewis a reservar seminarios para Moondog debido a su ética de trabajo, Moondog recluta a un grupo de personas sin hogar y destruye la mansión de Minnie. Para evitar el tiempo en prisión, acepta un año de rehabilitación, pero sale de la instalación con un pirómano llamado Flicker. Las dos partes se separan cuando Moondog regresa a Miami.
Se encuentra con un viejo amigo y presunto veterano de Vietnam apodado "Capitán Wack" que le ofrece a Moondog la oportunidad de cocapitanear recorridos con delfines por los cayos exteriores. El Capitán Wack decide nadar con los delfines durante un recorrido antes de darse cuenta demasiado tarde de que son tiburones, que le cortan el pie. Ahora de regreso en Miami y buscado por la ley, Moondog se vuelve a conectar con Lingerie, quien le confiesa a Moondog sobre su aventura con Minnie, pero afirma que Minnie realmente amaba a Moondog. Las revelaciones provocan poca reacción de Moondog. Después de que Lingerie y Jimmy Buffett le cuenten a Moondog sobre un sueño y una experiencia respectivos que los dos tuvieron respecto al travestismo para evitar ser detectados, Moondog comienza a hacer exactamente eso. La policía finalmente atacó la propiedad de Lingerie, lo que provocó que Moondog huyera a Key West con la ayuda de Lingerie y una cantidad no revelada de la hierba jamaicana.
Inspirado, Moondog completa su libro, una memoria poética titulada The Beach Bum . El libro es universalmente elogiado y le otorga a Moondog un premio Pulitzer . Heather, recién divorciada, está impresionada con los pasos de su padre y descongela su herencia, que Moondog exige que tenga en efectivo y colocada en un gran velero. Durante una fiesta para celebrar su riqueza, Moondog enciende el dinero en llamas, disparando varios fuegos artificiales y causando una explosión. Moondog sobrevive ileso, pero la multitud está demasiado preocupada por la lluvia de dinero como para preocuparse mientras se aleja en un bote.

## Reparto
- Matthew McConaughey como Moondog, el esposo de Minnie y padre de Heather.
- Snoop Dogg como Lingerie, cantante de R&B y amante de Minnie.
- Isla Fisher como Minnie, la esposa de Moondog y madre de Heather.
- Stefania LaVie Owen como Heather.
- Martin Lawrence como Capitán Wack, un guía turístico de delfines y veterano de la Guerra de Vietnam..
- Zac Efron como Flicker, un paciente de rehabilitación de drogas y pirómano.
- Jonah Hill como Lewis, agente de Moondog.
- Jimmy Buffett como él mismo, cantante y amigo de Moondog y Lingerie.
- Bertie Higgins como él mismo, cantante y amigo de Moondog.
- Ricky Diaz como Jonathan, el padrino.

## Producción
En febrero de 2017, se anunció que Matthew McConaughey protagonizaría la película, con Harmony Korine dirigiendo desde un guion que él mismo escribió. John Lesher, Steve Golin, Charles-Marie Anthonioz, Mourad Belkeddar y Nicholas Lhermitte produciran la película bajo sus compañías, LeGrisbi Productions, Anonymous Content e Iconoclast banners, respectivamente. En octubre de 2017, Isla Fisher se unió al reparto de la película. En noviembre de 2017, Ricky Diaz se unió al elenco como Jonathan, the Best Man. En diciembre de 2017, Zac Efron se unió al reparto.

### Rodaje
La fotografía principal comenzó en noviembre de 2017.

## Estreno
En mayo de 2017, Neon adquirió los derechos de distribución de la película. Fue estrenada el 29 de marzo de 2019.